# Nizlopi
Nizlopi /nɪzˈlɒpi/ là nhóm nhạc alternative gồm hai thành viên với Luke Concannon hát chính, chơi guitar, và bodhrán, còn John Parker chơi double bass, hát beatbox, và hát bè.

## Lịch sử
Cả hai đều lớn lên tại Royal Leamington Spa, Anh. và học tại trường The Trinity Catholic School. Ban nhạc được đặt theo tên một cô gái người Hungary mà Luke mến hồi học sinh. Sau khi thành lập, họ bắt đầu biểu diễn khắp nước Anh, gây dựng một cộng đồng người hâm một tuy ít ỏi nhưng trung thành. Ca sĩ và nhạc sĩ nổi danh sau này Ed Sheeran là kĩ thuật viên guitar trong những buổi biểu diễn đầu tiên của nhóm và anh nói rằng họ có ảnh hưởng lớn tới phong cách âm nhạc của anh, ưu tiên cây đàn ghi-ta hơn so với những phong cách hoành tráng khác.

### Half These Songs Are About You
Vào đầu năm 2004 họ ra mắt album đầu tay Half These Songs Are About You với hãng đĩa FDM Records. Vào năm 2007 họ giành được một giải Impala Platinum nhờ việc bán album tại châu Âu. Album được sản xuất bởi Gavin Monaghan, người nổi danh nhờ hợp tác với Scott Matthews và Robert Plant.
Bài hát đầu tiên của họ, "JCB Song," là bài hát thành công nhất, nói về chứng khó đọc của Luke khi ở trường và cuộc vượt thoát để theo chân người cha đi làm. Bài hát lần đầu được phát hành vào tháng 6 năm 2005, đạt vị trí thứ 160 trên UK Singles Chart. Đĩa đơn sau đó được tái phát hành tại Anh Quốc vào tháng 12 cùng năm, đạt vị trí số một một tuần sau khi ra mắt vào ngày 18 tháng 12 năm 2005, với doanh thu nhiều gấp đôi so với đối thủ xếp sau, ban nhạc Westlife. Một số nhà cái xếp bài hát trong cuộc chạy đua cho danh hiệu bài hát số một Giáng sinh, nhưng cuối cùng bị quán quân The X Factor mùa thứ hai phiên bản Anh Quốc, Shayne Ward với đĩa đơn đầu tay, "That's My Goal".
Video âm nhạc của bài hát được lên sóng khá rộng rãi, chủ yếu trên kênh truyền hình âm nhạc VH1. Video là một video hoạt hình, được thực hiện bởi Laith Bahrani (hay còn được biết đến với tên gọi Monkeehub), người cũng làm một video không chính thức cho bản acoustic của bài hát "Creep" của Radiohead.
Vào năm 2007 bộ đoi nhận thêm một giải Impala Platinum nhờ bán được trên 500.000 bản tại châu Âu.
Đĩa đơn tiếp theo, được phát hành vào ngày 3 tháng 4 năm 2006, là "Girls." Nhóm miêu tả video cho ca khúc của họ mang "phong cách Tim Burton". Video do Karni & Saul của Flynn Productions làm đạo diễn, và là video đầu tiên nhóm xuất hiện.

### EPExtraOrdinary
Một đĩa mở rộng, mang tên ExtraOrdinary gồm sáu bài hát, đã được phát hành vào ngày 4 tháng 9 năm 2006. Sáu bài hát gồm có hai bài đã được phát hành trước đây — "Helen" và "Yesterday" - lần lượt trong hai đĩa mở rộng "JCB" and "Girls".
Đĩa mở rộng bao gồm bài hát "Homage To Young Men," một bản hát-nói được viết và thể hiện bởi Alastair McIntosh. McIntosh được truyền cảm hứng để viết bài hát này sau khi làm việc với Concannon và biểu diễn trực tiếp hai lần với nhóm. Nhóm nhạc ví màn biểu diễn của Alastair giống như "...tiếng thét của con thú hoang".

### Album thứ hai
Album thứ hai, Make It Happen, được phát hành vào ngày 31 tháng 3 năm 2008. Album được thu với nhà sản xuất Phil Brown trước đây đã từng đào tạo Bob Marley. Album được thu trên một băng 2-inch, phong cách thu âm truyền thống tạo ra nhiều âm 'chân thực' hơn, phổ biến với các nghệ sĩ trước thời kì công nghệ thu âm số ra đời. Album có sự góp mặt với tư cách khách mời của Martyn Barker (bộ gõ/trống), Andy Simms (piano), Jonnie Fielding (vi-ô-lông), Jack Hobbs (giọng/tiếng động), Rory Simmons (trumpet), Kadially Kouyate (kors & giọng Senegal), dàn đồng ca The Individuals Dedicated to the Ministry of Christ và sự đóng góp của nhà thơ Benjamin Zephaniah.
Album được mở màn vào ngày 17 tháng 3 năm 2008 bằng đĩa đơn "Start Beginning". Vào tháng 11 cùng năm họ hoàn thành chuyến lưu diễn "Last Nights on Tour." Sau đó họ dùng cả hai trang, trang mạng chính thức và trang truyền thông xã hội Myspace để thông báo về việc nghỉ ngơi trong năm 2009 và sẽ gặp nhau tại Cuba để bàn về tương lai của nhóm.

### Tan rã
Hai thành viên xác nhận họ sẽ chia tay vào ngày 10 tháng 2 năm 2010 sau khi một e-mail được gửi tới những ai đăng ký trên trang web chính thức rằng nhóm sẽ tan rã sau 17 năm cùng hợp tác.
Concannon thông báo anh đang thực hiện một album riêng và dự định sẽ lập một trang mạng riêng vào năm 2011 và xem trước dự án mới trong chương trình 'First Break Show' của kênh Touch FM. Anh cũng tham gia vào các hội nhóm sáng tác bài hát.

### Tái hợp
Sự chia rẽ cuối cùng cũng qua với một thông báo trên trang web của họ vào cuối năm 2011. "Luke và John trở về cùng nhau" là tiêu đề của buổi biểu diễn từ thiện one-off tại Union Chapel ở London vào 22 tháng 11 năm 2011.
Sau buổi biểu diễn, họ nghỉ thêm một đợt nữa, nhưng cuối cùng thông báo kế hoạch biểu diễn mới vào tháng 7 năm 2013.

## Danh sách đĩa nhạc

### Các album và đĩa mở rộng
- Half These Songs Are About You (16 tháng 8 năm 2004)
- ExtraOrdinary (4 tháng 9 năm 2006)
- Make it Happen (31 tháng 3 năm 2008)

### Các đĩa đơn
- "JCB" #160 (6 tháng 6 năm 2005)
- "JCB" (tái phát hành) #1 (12 tháng 12 năm 2005)
- "Girls" #91 (3 tháng 4 năm 2006)